# سفارة العراق في إيران
سفارة العراق في إيران (بالفارسية: سفارت عراق در ایران) هي البعثة الدبلوماسية الرسمية لجمهورية العراق في الجمهورية الإسلامية الإيرانية، وتُعد من أهم البعثات العراقية في الخارج لما تمثله من صلة استراتيجية وتاريخية عميقة بين البلدين.
تقع السفارة بالقرب من ساحة ولي العصر في العاصمة طهران، وتُعنى بتنسيق العلاقات السياسية والاقتصادية والثقافية والقنصلية بين العراق وإيران.

## التاريخ
تأسست البعثة العراقية في طهران بعد استقلال العراق عام 1932، وشهدت انقطاعًا خلال الحرب العراقية–الإيرانية (1980–1988)، ثم استؤنفت العلاقات الدبلوماسية رسميًا في سبتمبر 2004 بعد سقوط نظام صدام حسين.
منذ ذلك الحين، لعبت السفارة دورًا رئيسيًا في إعادة بناء الثقة بين الحكومتين، وتنسيق جهود التعاون في ملفات الطاقة، التجارة، والتبادل الثقافي.

## الخدمات القنصلية
تُقدم السفارة خدمات قنصلية شاملة للمواطنين العراقيين والإيرانيين، وتشمل:
- إصدار وتجديد جوازات السفر العراقية.[5]
- تصديق الوثائق الرسمية مثل شهادات الميلاد والزواج والوفاة.[2]
- إعداد الوكالات العامة والخاصة، وتصديقها قانونيًا.[2]
- تسهيل حركة المواطنين العراقيين عبر المنافذ الحدودية.[6]

### الموقع الرسمي
يمكن للمواطنين العراقيين في إيران الوصول إلى خدمات السفارة عبر الموقع الرسمي للسفارة على الإنترنت، والذي يوفر معلومات عن الخدمات القنصلية، الأخبار المتعلقة بالعلاقات العراقية الإيرانية، وكذلك تقارير حول الأنشطة الثقافية والدبلوماسية.

## الأنشطة

### الأنشطة الاقتصادية
تشهد العلاقات الاقتصادية بين البلدين نموًا ملحوظًا، إذ تُعد إيران من أبرز الشركاء التجاريين للعراق:
- بلغت صادرات إيران من السلع غير النفطية إلى العراق 11.2 مليار دولار خلال 11 شهرًا من عام 2023.[8]
- ينمو حجم التبادل التجاري بين البلدين بنحو 150 مليون دولار شهريًا.[9]
- في 1 مايو 2024، وُقعت اتفاقيات جمركية جديدة لتسهيل التجارة.[10]
- محضر اتفاق مكون من 11 بندًا نُوقش في فبراير 2024 لتحديد مسارات جديدة للتعاون التجاري.[11]

### الأنشطة الإنسانية والإغاثية
تسهم السفارة العراقية في إيران في تقديم الدعم الإنساني والإغاثي للمواطنين العراقيين والإيرانيين في بعض الحالات الطارئة. حيث تُنظم السفارة حملات إغاثية في حالات الكوارث الطبيعية أو الأزمات الإنسانية، بالتعاون مع المنظمات غير الحكومية والمجتمعية في إيران. كما تقدم الدعم اللازم للمجتمعات العراقية في إيران في حالات الاحتياج، سواء كان في مجالات الصحة، التعليم، أو الدعم الاجتماعي.
ومن بين المبادرات التي تم تنفيذها في السنوات الأخيرة، تقديم مساعدات للعائلات العراقية المتضررة من الأزمات الإنسانية في إيران، إضافة إلى تنظيم برامج طبية مجانية للمواطنين العراقيين الذين يقيمون في إيران.

## التعاون العسكري والأمني
تعتبر السفارة العراقية في طهران قناة هامة للتعاون العسكري والأمني بين العراق وإيران، خاصة بعد التحديات الأمنية التي شهدتها المنطقة في السنوات الأخيرة. السفارة تسهم بشكل فعال في التنسيق بين الحكومتين في مجال مكافحة الإرهاب وتبادل المعلومات الأمنية. يتعاون البلدان في محاربة تنظيم داعش وغيره من الجماعات المسلحة التي تهدد استقرار المنطقة، إذ يسعى الطرفان لتعزيز الأمن على الحدود المشتركة وتبادل الخبرات في مجال الأمن القومي.
وتتواصل السفارة مع عدد من الأجهزة الأمنية الإيرانية لمتابعة الأمور المتعلقة بالأمن الداخلي، حيث يعقد عدد من الاجتماعات الأمنية المشتركة بين الجانبين. كما تساهم السفارة في تنظيم ورش عمل تدريبية للعناصر الأمنية العراقية في مختلف المجالات، بما في ذلك مكافحة الإرهاب والتصدي للتهديدات الإقليمية.